# Ravel Morrison
Ravel Ryan Morrison (født 2. februar 1993) er en engelskfødt jamaicansk fodboldspiller, der spiller i den engelske Championship fodboldklub Derby, som han skiftede til fra ADO Den Haag i 2021. Ravel Morrison spiller på midtbanen.